# 若昂佩索阿上校镇
若昂佩索阿上校镇（葡萄牙語：Coronel João Pessoa）是巴西北大河州的一个市镇。总面积117.14平方公里，总人口4687人，人口密度40人/平方公里。